# لنیینه (شهرداری یالتا)
لنیینه (به لاتین: Liniine) یک منطقهٔ مسکونی در اوکراین است که در شهرداری یالتا واقع شده‌است. لنیینه ۳۰ نفر جمعیت دارد و ۲۱۶ متر بالاتر از سطح دریا واقع شده‌است.